# Hieracium oligophyllum
Hieracium oligophyllum es una especie de planta con flor del género Hieracium, de la familia Asteraceae, orden Asterales.

## Distribución
Hieracium oligophyllum se distribuye por Suecia y Noruega.

## Taxonomía
Fue descrita científicamente por Norrl.